# Hendrik Sikkens
Hendrik Sikkens (Alteveer, 3 november 1893 – Ruinen, 1991) was een Nederlandse politicus.

## Leven en werk
Sikkens, zoon van de hoofdonderwijzer Hendrik Sikkens en Jentien Bezema, ontplooide eerst activiteiten voor de vakbond, de Landarbeidersbond. Hij werd politiek actief voor de SDAP en vervulde voor die partij voor de Tweede Wereldoorlog diverse bestuurlijke functies: raadslid (1931-1937) en wethouder van Meppel (1937-1946) en statenlid van Drenthe (1931-1966), eerst voor de SDAP en, na de vorming van de PvdA, voor deze partij. Hij was van 1946 tot 1963 fractievoorzitter voor de PvdA in de Drentse Staten. Tijdens de Tweede Wereldoorlog werd hij gegijzeld en geïnterneerd in respectievelijk Buchenwald, Sint-Michielsgestel en Bergen-Belsen. Na de oorlog werd hij in 1946 benoemd tot burgemeester van het Drentse Gasselte. Hij vervulde deze functie tot zijn pensionering in 1958.
In deze plaats is in 1955, nog tijdens zijn burgemeesterschap, een lagere school naar hem genoemd, de Burgemeester Sikkensschool. Deze school is in 1995 afgebroken en vervangen door de nieuwe basisschool De Dobbe.

## Trivia
Als burgemeester van Gasselte kwam hij in botsing met het communistische raadslid Otto Kaspers, die hij de welgemeende raad gaf: U moet nog veel leren, waarop Kaspers antwoordde: en jij moet nog veel afleren.